# 利利冰川

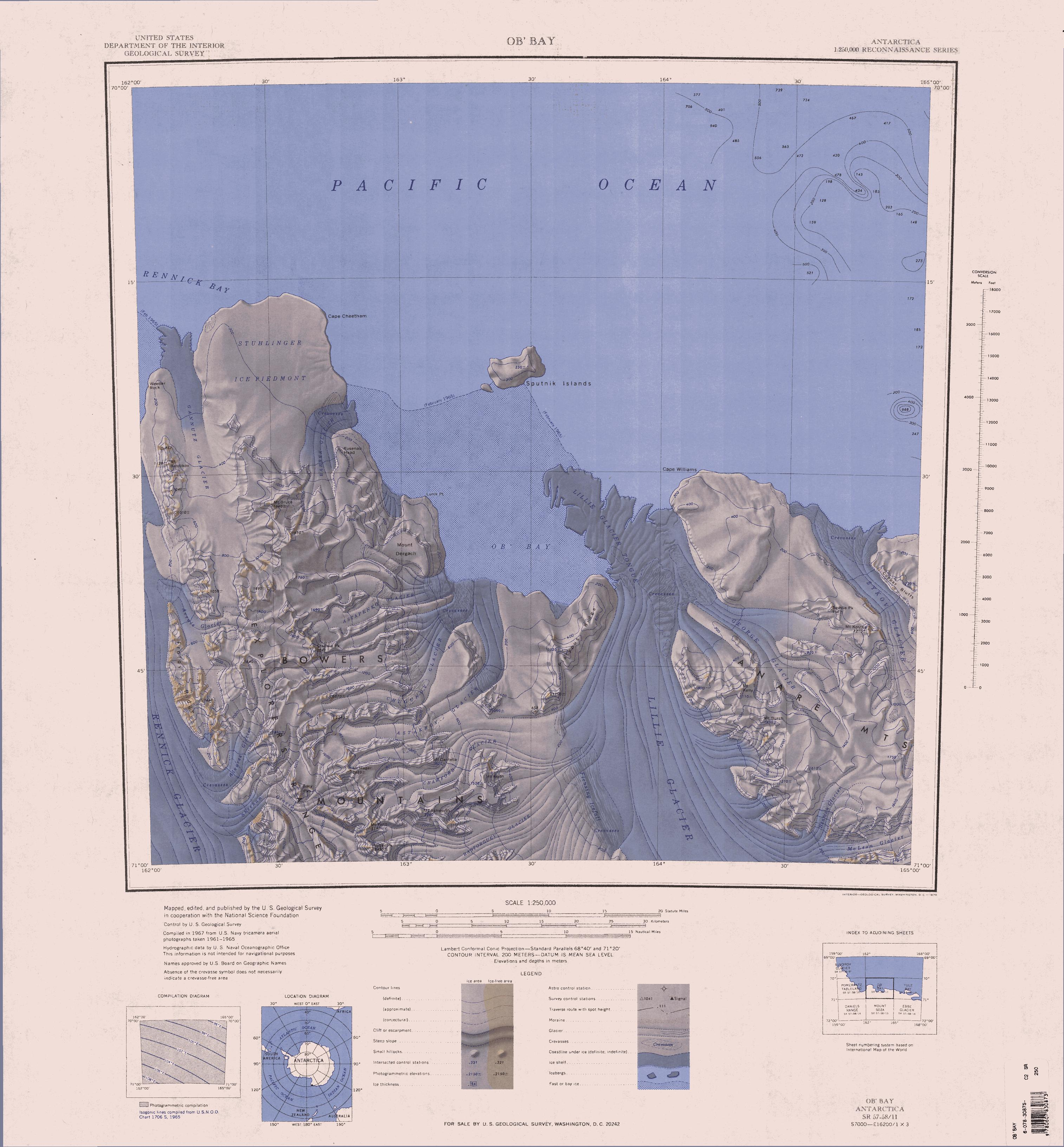

70°45′S 163°55′E / 70.750°S 163.917°E
利利冰川（英語：Lillie Glacier）是南極洲的冰川，位於西面的鮑爾斯山脈和東面的康科德山脈和阿納雷山脈之間，長190公里、寬19公里，該冰川由英國探險隊發現。